# Stephanostema
Stephanostema é um género botânico pertencente à família Apocynaceae.